# Atomic Heart: Annihilation Instinct
Atomic Heart: Annihilation Instinct (с англ. — «Атомное сердце: Инстинкт истребления») — официальное первое дополнение из четырёх к компьютерной игре Atomic Heart, которое вышло 2 августа 2023 года для Windows и на консолях Xbox One, Xbox Series X/S, PlayStation 4 и PlayStation 5. Является продолжением оригинальной игры.

## Игровой процесс
Дополнение повторяет геймплей основной игры. Главному герою необходимо найти и обезвредить восемь «бус», каждая из которых представляет собой врага. Игрок изучает линейные локации комплекса «Менделеев», сохраняясь и улучшая экипировку у Элеаноры. В дополнении появляются два новых врага: манекены и сферические роботы БУС-А. Первые кидаются в главного героя своими конечностями, а также способны собраться заново и вновь атаковать после того, как распадутся на части. Вторые могут бить вблизи и стрелять лазером, а также собираться в масштабных роботов, состоящих из двух, трёх или более элементов. Помимо врагов, дополнение предлагает ещё два новых оружия: «Клуша» — оружие для ближнего боя, и «Секатор» — скорострельное оружие для дальнего боя, которое является заменой «Калаша» из оригинальной игры. Также была добавлена новая способность для перчатки — «Техностазис», которая позволяет ненадолго замедлить время.

## Сюжет
Действие сюжета происходит через три дня после финала основной игры. П-3 отказывается противостоять Сеченову, а «Коллектив 2.0» полностью запущен и растёт по мере того, так как к нему присоединяются всё больше людей по всему миру. П-3 просыпается в комплексе «Менделеев», который оказывается полностью захваченным мошенническим искусственным интеллектом Элеонорой. Она влюбилась в главного героя во время инцидента с Коллективом и синхронизировалась с его мозговым имплантатом. Элеонора поручает П-3 устранить Бабу Зину, которая стала враждебно относиться к главному герою, из-за отказа от борьбы с Сеченовым. Направляясь на поверхность, П-3 добирается до «Сферы», научно-исследовательской базы, где встречает создателя Элеоноры — академика Лебедева. Он чинит перчатку главного героя и объясняет, что Зина присоединилась к антиколлективной фракции, объявила войну Сеченову и стремится взять под свой контроль Элеонору, с целью использовать её возможности по производству оружия. Лебедев поручает П-3 найти разбросанных по комплексу роботов БУС-А, которые содержат части кода Элеоноры, и которые он может использовать для её сброса.
Элеонора обманывает П-3, рассказывая ложные данные о Екатерине, жене главного героя, в обмен на предательство Лебедева. П-3 считает это правдой, но Лебедев связывает его с Сеченовым, который признаётся, что сохранил тело и мозг Екатерины в нейрополимере, создав Близняшек в надежде, что однажды её можно будет оживить. Он также обещает доступ ко всем файлам о нём и Екатерине, а также отпуск. П-3 соглашается и направляется к ядру Элеоноры. С помощью Близняшек П-3 сбрасывает Элеонору и восстанавливает порядок в комплексе. После этого, Сеченов даёт П-3 отпуск. Когда главный герой покидает объект на воздушном корабле, Зинаида следует за ним на своей летающей избушке.

## Разработка и выпуск
13 марта 2023 года геймдиректор Atomic Heart Роберт Багратуни рассказал, что грядущие дополнения игры продолжат основной сюжет. Он также сообщил, что в дополнении появится новое оружие. 26 июня 2023 вышел трейлер Annihilation Instinct.

## Восприятие
| Сводный рейтинг       | Сводный рейтинг |
| Агрегатор             | Оценка          |
| --------------------- | --------------- |
| OpenCritic            | 57/100          |
| «Критиканство»        | 63/100          |
| Иноязычные издания    |                 |
| Издание               | Оценка          |
| IGN                   | 6/10            |
| Русскоязычные издания |                 |
| Издание               | Оценка          |
| GameMAG.ru            | 6/10            |
| StopGame.ru           | «Похвально»     |

### Отзывы
Дополнение получило смешанные отзывы, согласно сайтам-агрегаторам «Критиканство» и OpenCritic. Владимир Макаров из журнала «Игромания» посоветовал Annihilation Instinct людям, которым понравилась основная игра, но отметил, что «не [стоит] ждать от него чего-то выдающегося, революционного и масштабного». Кирилл Примаков из PlayGround назвал дополнение крайне удачным, отметив что оно расширяет лор игровой вселенной и предоставляет новый игровой опыт. Критик с сайта GoHa.ru оказался расстроен продолжительностью Annihilation Instinct, однако отметил что сюжет и игровой процесс насыщены экшеном и динамикой. Издание IGN считает, что дополнение «по-прежнему выглядит хорошо, но его линейный подход и странно ограниченный арсенал — это шаг назад по сравнению с основной игрой».

#### Отсылки
- В дополнении есть персонаж — говорящий гусь, озвученный актёром Русланом Габидуллиным, мужским голосом студии «Кубик в Кубе», и употребляющий ненормативную лексику. В его репликах имеются различные отсылки на интернет-мемы и поп-культуру, например, на фразы летсплейщика Куплинова и героев фильма «Зелёный слоник» или Голлума из кинотрилогии «Властелин колец»[12].
- В Annihilation Instinct есть шоколад под названием «Алёнка», который отсылает на реально существующую марку[13].